# نظام إلكتروني مادي
النظام الإلكتروني المادي  (بالإنجليزية: Cyber-physical system)‏ اختصاراً CPS، هي الآلية التي تسيطر عليها أو تراقبها الحواسيب مستندة إلى الخوارزميات، وتتكامل مع الإنترنت ومستخدميه. في الأنظمة الإلكترونية المادية, المادية و البرمجيات المكونات متشابك ، كل يعمل على مختلف المكانية والزمنية ، واظهار متعددة ومتميزة السلوكية الطرائق و تتفاعل مع بعضها البعض في عدد لا يحصى من الطرق التي تتغير مع السياق. أمثلة من النيابة العامة تشمل الشبكة الذكية، مستقلة السيارات أنظمة المراقبة الطبية, عملية مراقبة الأنظمة، الروبوتات أنظمة الطيار الآلي الكترونيات الطيران.